# 角萼卷瓣兰
角萼卷瓣兰（学名：Bulbophyllum helenae）为兰科石豆兰属下的一个种。